# Mallonia
Mallonia is een kevergeslacht uit de familie van de boktorren (Cerambycidae). De wetenschappelijke naam van het geslacht werd voor het eerst geldig gepubliceerd in 1857 door Thomson.

## Soorten
Mallonia omvat de volgende soorten:
- Mallonia albosignata Chevrolat, 1858
- Mallonia australis Péringuey, 1888
- Mallonia barbicornis (Fabricius, 1798)
- Mallonia granulata Distant, 1892
- Mallonia orientalis Breuning, 1938
- Mallonia patrizii Breuning, 1938
- Mallonia pauper Jordan, 1903